# Tuyến Jungang
Tuyến Jungang (nghĩa là tuyến trung tâm) là đường sắt nối Cheongnyangni ở Seoul đến Gyeongju ở Hàn Quốc, đi ngang qua trung tâm Hàn Quốc từ Tây Bắc đến Đông Nam. Nó còn là tuyến đường sắt Tàu điện ngầm Seoul từ Ga Yongsan đến Ga Yongmun.

## Lịch sử
Tuyến Jungang mở cửa toàn tuyến từ Cheongnyangni đến Gyeongju vào ngày 1 tháng 4 năm 1942. Jungang có nghĩa là "trung tâm" trong tiếng Triều Tiên, và mô tả tuyến này đi ngang qua ngọn núi ở phía Đông trung tâm Hàn Quốc. Khi Hàn Quốc dưới thời Nhật thuộc, tuyến này được gọi là Tuyến Gyeonggyeong, đề cập đến tuyến chạy giữa Seoul và Gyeongju.
Vào ngày 1 tháng 12 năm 1938 'Tuyến Donghae Jungbu (Daegu–Haksan) được chia thành ba đoạn: Tuyến Daegu, tuyến Gyeongygeong và tuyến Donghae Jungbu, sau đó được sáp nhập thành Tuyến Donghae Nambu. Cùng thời điểm đó tuyến Gyeonggyeong được mở rộng đến ga Ubo. Đoạn ở phía Nam, tuyến Gyeonggyeong Nambu, được mở như sau:
| Ngày                | Đoạn                          | Độ dài  |
| ------------------- | ----------------------------- | ------- |
| 1 tháng 12 năm 1938 | Yeongcheon–Ubo                | 40.1 km |
| 1 tháng 3 năm 1940  | Ubo–Gyeongbuk Andong (Andong) | 48.9 km |
| 1 tháng 7 năm 1941  | Gyeongbuk Andong–Yeongju      | 38.7 km |

Mặt khác, đoạn ở phía Bắc, tuyến Gyeonggyeong Bukpu, được xây dựng như sau:
| Ngày               | Đoạn                                        | Độ dài  |
| ------------------ | ------------------------------------------- | ------- |
| 1 tháng 4 năm 1939 | Đông Gyeongseong (Cheongnyangni)–Yangpyeong | 52.5 km |
| 1 tháng 4 năm 1940 | Yangpyeong–Wonju                            | 55.9 km |
| 1 tháng 7 năm 1941 | Wonju–Jecheon                               | 46.8 km |

Vào ngày 1 tháng 4 năm 1942 hai tuýen được sáp nhập lại thành tuyến Gyeonggyeong và mở cửa đoạn Jechon–Yeongju (62.3 km). Tên của tuyến đổi thành tên hiện tại sau khi kết thúc Chiến tranh thế giới thứ hai.

## Nâng cấp

### Cheongnyangni–Wonju
Một đoạn đường ray đôi dài 18.0 km từ ga cuối Cheongnyangni đến Deokso được hoàn thành vào 16 tháng 12 năm 2005. Đoạn nâng cấp từ Deokso–Wonju được mở rộng, cùng với sự tái sắp xếp để tốc độ tuyến đạt 150 km/h. Bắt đầu từ giữa năm 2001 với kế hoạch đạt doanh thu 1.7 tỉ won. Đoạn 5.7 km đầu tiên từ Paldang được mở cửa vào ngày 27 tháng 12 năm 2007, đoạn 15.9 km tiếp theo đi đến Guksu mở cửa vào 29 tháng 12 năm 2008, và 19.7 km cuối cùng đến Yongmun mở cửa vào 23 tháng 12 năm 2009. Công trình tiếp tục phần còn lại của tuyến đi đến Wonju, và hoàn thành vào năm 2012. 
Vào ngày 1 tháng 9 năm 2010, chính phủ Hàn Quốc công bố kế hoạch giảm thời gian đi lại từ Seoul đến 95% toàn quốc xuống 2 giờ đồng hồ vào năm 2020. Như một phần của kế hoạch, đoạn Cheongnyangni–Wonju của tuyến Jungang được nâng cấp với tốc độ 230 km/h.

## Ga
K: KTX
M: Mugunghwa-ho
N: Nuri
● : Dừng tại ga này, ▲ : Một số chuyến tàu dừng lại,  | : Không dừng
| Tên ga           | Tên ga     | Tên ga     | K                    | M  | N                    | Tàu điện ngầm vùng thủ đô | Tàu điện ngầm vùng thủ đô | Chuyển tuyến                               | Khoảng cách (km) | Tổng khoảng cách (km) | Vị trí            | Vị trí         |
| Tiếng Anh        | Hangul     | Hanja      | K                    | M  | N                    | Tàu điện ngầm vùng thủ đô | Tàu điện ngầm vùng thủ đô | Chuyển tuyến                               | Khoảng cách (km) | Tổng khoảng cách (km) | Vị trí            | Vị trí         |
| Tiếng Anh        | Hangul     | Hanja      | K                    | M  | N                    | Tốc hành                  | Bình thường               | Chuyển tuyến                               | Khoảng cách (km) | Tổng khoảng cách (km) | Vị trí            | Vị trí         |
| ---------------- | ---------- | ---------- | -------------------- | -- | -------------------- | ------------------------- | ------------------------- | ------------------------------------------ | ---------------- | --------------------- | ----------------- | -------------- |
| Cheongnyangni    | 청량리     | 淸凉里     | ●                    | ●  | ●                    | ●                         | ●                         | Tuyến Gyeongwon (124) (K117) (K117) (K209) | 0.0              | 0.0                   | Seoul             | Dongdaemun-gu  |
| Hoegi            | 회기       | 回基       | ｜                   | ｜ | ｜                   | ●                         | ●                         | Tuyến Gyeongwon (123) (Một phần)           | 1.4              | 1.4                   | Seoul             | Dongdaemun-gu  |
| Jungnang         | 중랑       | 中浪       | ｜                   | ｜ | ｜                   | ｜                        | ●                         | (Một phần)                                 | 1.8              | 3.2                   | Seoul             | Jungnang-gu    |
| Sangbong         | 상봉       | 上鳳       | ▲                    | ｜ | ｜                   | ●                         | ●                         | (720) Tuyến Mangu ( (K120))                | 0.8              | 4.0                   | Seoul             | Jungnang-gu    |
| Mangu            | 망우       | 忘憂       | ▲                    | ｜ | ｜                   | ｜                        | ●                         | Tuyến Mangu ( (K121))                      | 0.6              | 4.6                   | Seoul             | Jungnang-gu    |
| Yangwon          | 양원       | 養源       | ｜                   | ｜ | ｜                   | ｜                        | ●                         |                                            | 1.7              | 6.3                   | Seoul             | Jungnang-gu    |
| Guri             | 구리       | 九里       | ｜                   | ｜ | ｜                   | ●                         | ●                         |                                            | 3.2              | 9.5                   | Gyeonggi-do       | Guri-si        |
| Donong           | 도농       | 陶農       | ｜                   | ｜ | ｜                   | ●                         | ●                         |                                            | 1.7              | 11.2                  | Gyeonggi-do       | Namyangju-si   |
| Yangjeong        | 양정       | 養正       | ｜                   | ｜ | ｜                   | ｜                        | ●                         |                                            | 3.7              | 14.9                  | Gyeonggi-do       | Namyangju-si   |
| Deokso           | 덕소       | 德沼       | ▲                    | ▲  | ●                    | ●                         | ●                         |                                            | 2.3              | 17.2                  | Gyeonggi-do       | Namyangju-si   |
| Dosim            | 도심       | 陶深       | ｜                   | ｜ | ｜                   | ●                         | ●                         |                                            | 1.5              | 18.7                  | Gyeonggi-do       | Namyangju-si   |
| Paldang          | 팔당       | 八堂       | ｜                   | ｜ | ｜                   | ｜                        | ●                         |                                            | 4.2              | 22.9                  | Gyeonggi-do       | Namyangju-si   |
| Ungilsan         | 운길산     | 雲吉山     | ｜                   | ｜ | ｜                   | ｜                        | ●                         |                                            | 6.4              | 29.3                  | Gyeonggi-do       | Namyangju-si   |
| Yangsu           | 양수       | 兩水       | ｜                   | ｜ | ｜                   | ●                         | ●                         |                                            | 1.9              | 31.2                  | Gyeonggi-do       | Yangpyeong-gun |
| Sinwon           | 신원       | 新院       | ｜                   | ｜ | ｜                   | ｜                        | ●                         |                                            | 4.7              | 35.9                  | Gyeonggi-do       | Yangpyeong-gun |
| Guksu            | 국수       | 菊秀       | ｜                   | ｜ | ｜                   | ｜                        | ●                         |                                            | 2.9              | 38.8                  | Gyeonggi-do       | Yangpyeong-gun |
| Asin             | 아신       | 我新       | ｜                   | ｜ | ｜                   | ｜                        | ●                         |                                            | 4.1              | 42.9                  | Gyeonggi-do       | Yangpyeong-gun |
| Obin             | 오빈       | 梧濱       | ｜                   | ｜ | ｜                   | ｜                        | ●                         |                                            | 2.8              | 45.7                  | Gyeonggi-do       | Yangpyeong-gun |
| Yangpyeong       | 양평       | 楊平       | ▲                    | ●  | ●                    | ●                         | ●                         |                                            | 2.2              | 47.9                  | Gyeonggi-do       | Yangpyeong-gun |
| Wondeok          | 원덕       | 元德       | ｜                   | ｜ | ｜                   | ｜                        | ●                         |                                            | 5.8              | 53.7                  | Gyeonggi-do       | Yangpyeong-gun |
| Yongmun          | 용문       | 龍門       | ｜                   | ●  | ●                    | ●                         | ●                         |                                            | 4.8              | 58.5                  | Gyeonggi-do       | Yangpyeong-gun |
| Jipyeong         | 지평       | 砥平       | ｜                   | ▲  | ●                    | Phần không hoạt động      | ▲                         |                                            | 3.6              | 62.1                  | Gyeonggi-do       | Yangpyeong-gun |
| Seokbul          | 석불       | 石佛       | ｜                   | ▲  | ●                    | Phần không hoạt động      | Phần không hoạt động      |                                            | 2.9              | 65.0                  | Gyeonggi-do       | Yangpyeong-gun |
| Ilsin            | 일신       | 日新       | ｜                   | ▲  | ●                    | Phần không hoạt động      | Phần không hoạt động      |                                            | 3.5              | 68.5                  | Gyeonggi-do       | Yangpyeong-gun |
| Maegok           | 매곡       | 梅谷       | ｜                   | ▲  | ●                    | Phần không hoạt động      | Phần không hoạt động      |                                            | 3.8              | 72.3                  | Gyeonggi-do       | Yangpyeong-gun |
| Yangdong         | 양동       | 楊東       | ｜                   | ●  | ●                    | Phần không hoạt động      | Phần không hoạt động      |                                            | 3.0              | 75.3                  | Gyeonggi-do       | Yangpyeong-gun |
| Samsan           | 삼산       | 三山       | ｜                   | ▲  | ●                    | Phần không hoạt động      | Phần không hoạt động      |                                            | 3.9              | 79.2                  | Gyeonggi-do       | Yangpyeong-gun |
| Seowonju         | 서원주     | 西原州     | ▲                    | ●  | ●                    | Phần không hoạt động      | Phần không hoạt động      | Tuyến Gyeonggang                           | 7.2              | 86.4                  | Gangwon-do        | Wonju-si       |
| Wonju            | 원주       | 原州       | ●                    | ●  | ●                    | Phần không hoạt động      | Phần không hoạt động      |                                            | 8.3              | 94.7                  | Gangwon-do        | Wonju-si       |
| Unhak            | 운학       | 雲鶴       | \|                   | ｜ | ｜                   | Phần không hoạt động      | Phần không hoạt động      |                                            | 15.7             | 110.4                 | Chungcheongbuk-do | Jecheon-si     |
| Bongyang         | 봉양       | 鳳陽       | \|                   | ▲  | ●                    | Phần không hoạt động      | Phần không hoạt động      | Tuyến Chungbuk                             | 14.8             | 125.2                 | Chungcheongbuk-do | Jecheon-si     |
| Jecheonjochajang | 제천조차장 | 堤川操車場 | \|                   | ｜ | ｜                   | Phần không hoạt động      | Phần không hoạt động      |                                            | 4.5              | 129.7                 | Chungcheongbuk-do | Jecheon-si     |
| Jecheon          | 제천       | 堤川       | ●                    | ●  | ●                    | Phần không hoạt động      | Phần không hoạt động      | Tuyến Taebaek                              | 2.4              | 132.1                 | Chungcheongbuk-do | Jecheon-si     |
| Gomyeong         | 고명       | 高明       | \|                   | ｜ | ｜                   | Phần không hoạt động      | Phần không hoạt động      |                                            | 3.9              | 136.0                 | Chungcheongbuk-do | Jecheon-si     |
| Samgok           | 삼곡       | 三谷       | \|                   | ｜ | ｜                   | Phần không hoạt động      | Phần không hoạt động      |                                            | 5.2              | 141.2                 | Chungcheongbuk-do | Dangyang-gun   |
| Dodam            | 도담       | 嶋潭       | \|                   | ｜ | ｜                   | Phần không hoạt động      | Phần không hoạt động      |                                            | 7.3              | 148.5                 | Chungcheongbuk-do | Dangyang-gun   |
| Danyang          | 단양       | 丹陽       | ●                    | ●  | ●                    | Phần không hoạt động      | Phần không hoạt động      |                                            | 6.0              | 154.5                 | Chungcheongbuk-do | Dangyang-gun   |
| Punggi           | 풍기       | 豊基       | ▲                    | ●  | ●                    | Phần không hoạt động      | Phần không hoạt động      |                                            | 21.4             | 175.9                 | Gyeongsangbuk-do  | Yeongju-si     |
| -                | (분기점)   | -          | \|                   | ｜ | ｜                   | Phần không hoạt động      | Phần không hoạt động      | Tuyến tam giác Bugyeongju                  | -                | (186.9)               | Gyeongsangbuk-do  | Yeongju-si     |
| Yeongju          | 영주       | 榮州       | ●                    | ●  | ●                    | Phần không hoạt động      | Phần không hoạt động      | Tuyến Gyeongbuk Tuyến Yeongdong            | 12.4             | 188.3                 | Gyeongsangbuk-do  | Yeongju-si     |
| Ongcheon         | 옹천       | 甕泉       | \|                   | ｜ | ｜                   | Phần không hoạt động      | Phần không hoạt động      |                                            | 17.8             | 206.1                 | Gyeongsangbuk-do  | Andong-si      |
| Andong           | 안동       | 安東       | ●                    | ●  | ●                    | Phần không hoạt động      | Phần không hoạt động      |                                            | 13.3             | 219.4                 | Gyeongsangbuk-do  | Andong-si      |
| Mangho           | 망호       | 望湖       | Phần không hoạt động | ｜ | Phần không hoạt động | Phần không hoạt động      | Phần không hoạt động      |                                            | 12.8             | 232.2                 | Gyeongsangbuk-do  | Andong-si      |
| Eop-dong         | 업동       | 業洞       | Phần không hoạt động | ｜ |                      | Phần không hoạt động      | Phần không hoạt động      |                                            | 8.9              | 241.1                 | Gyeongsangbuk-do  | Uiseong-gun    |
| Uiseong          | 의성       | 義城       | Phần không hoạt động | ●  |                      | Phần không hoạt động      | Phần không hoạt động      |                                            | 4.3              | 245.4                 | Gyeongsangbuk-do  | Uiseong-gun    |
| Bibong           | 비봉       | 飛鳳       | Phần không hoạt động | ｜ |                      | Phần không hoạt động      | Phần không hoạt động      |                                            | 6.3              | 251.7                 | Gyeongsangbuk-do  | Uiseong-gun    |
| Tap-ri           | 탑리       | 塔里       | Phần không hoạt động | ▲  |                      | Phần không hoạt động      | Phần không hoạt động      |                                            | 5.4              | 257.1                 | Gyeongsangbuk-do  | Uiseong-gun    |
| Ubo              | 우보       | 友保       | Phần không hoạt động | ｜ |                      | Phần không hoạt động      | Phần không hoạt động      |                                            | 8.6              | 265.7                 | Gyeongsangbuk-do  | Gunwi-gun      |
| Hwabon           | 화본       | 花本       | Phần không hoạt động | ▲  |                      | Phần không hoạt động      | Phần không hoạt động      |                                            | 8.0              | 273.7                 | Gyeongsangbuk-do  | Gunwi-gun      |
| Bongnim          | 봉림       | 鳳林       | Phần không hoạt động | ｜ |                      | Phần không hoạt động      | Phần không hoạt động      |                                            | 5.4              | 279.1                 | Gyeongsangbuk-do  | Gunwi-gun      |
| Gaphyeon         | 갑현       | 甲峴       | Phần không hoạt động | ｜ |                      | Phần không hoạt động      | Phần không hoạt động      |                                            | 4.8              | 283.9                 | Gyeongsangbuk-do  | Yeongcheon-si  |
| Sinnyeong        | 신녕       | 新寧       | Phần không hoạt động | ▲  |                      | Phần không hoạt động      | Phần không hoạt động      |                                            | 5.0              | 288.9                 | Gyeongsangbuk-do  | Yeongcheon-si  |
| Hwasan           | 화산       | 花山       | Phần không hoạt động | ｜ |                      | Phần không hoạt động      | Phần không hoạt động      |                                            | 6.4              | 295.3                 | Gyeongsangbuk-do  | Yeongcheon-si  |
| Bugyeongcheon    | 북영천     | 北永川     | Phần không hoạt động | ▲  |                      | Phần không hoạt động      | Phần không hoạt động      | Tuyến tam giác Bugyeongcheon               | 8.1              | 303.4                 | Gyeongsangbuk-do  | Yeongcheon-si  |
| Yeongcheon       | 영천       | 永川       | Phần không hoạt động | ●  |                      | Phần không hoạt động      | Phần không hoạt động      | Tuyến Daegu                                | 2.5              | 306.0                 | Gyeongsangbuk-do  | Yeongcheon-si  |
| Ahwa             | 아화       | 阿火       | Phần không hoạt động | ▲  |                      | Phần không hoạt động      | Phần không hoạt động      | Tuyến tam giác Gyeongju                    | 15.1             | 320.1                 | Gyeongsangbuk-do  | Gyeongju-si    |
| Moryang          | 모량       | 牟梁       | Phần không hoạt động | ｜ |                      | Phần không hoạt động      | Phần không hoạt động      | Tuyến Donghae, Tuyến kết nối Keoncheon     | 11.2             | 331.3                 | Gyeongsangbuk-do  | Gyeongju-si    |

## Liên kết
Tư liệu liên quan tới Jungang Line tại Wikimedia Commons